# Aciagrion africanum
Aciagrion africanum е вид насекомо от семейство Coenagrionidae. Видът е незастрашен от изчезване.

## Разпространение
Разпространен е в Гвинея, Гвинея-Бисау, Демократична република Конго, Замбия, Зимбабве, Камерун, Кот д'Ивоар, Либерия, Малави, Мозамбик, Нигерия и Уганда.